# Daone
Daone (Daùn in dialetto locale) è una frazione di 588 abitanti e sede degli uffici del comune di Valdaone, istituito il 1º gennaio 2015.
L'abitato è raggiungibile tramite la strada provinciale SP27, ed ha una popolazione di 839 abitanti. Il territorio di Daone è attraversato dal fiume Chiese. Le montagne intorno a Daone sono note per le loro cascate, che nella stagione invernale offrono la possibilità di praticare l'arrampicata su ghiaccio e per questa ragione sono frequentate da numerosi appassionati di questa pratica alpinistica.

## Storia

### Simboli
Stemma
Corona: Murale di Comune.

Vecchio stemma comunale

Ornamenti: A destra una fronda di alloro fogliata al naturale fruttifera di rosso a sinistra una fronda di quercia fogliata e ghiandifera al naturale.»
Gonfalone

## Monumenti e luoghi d'interesse

### Architetture religiose

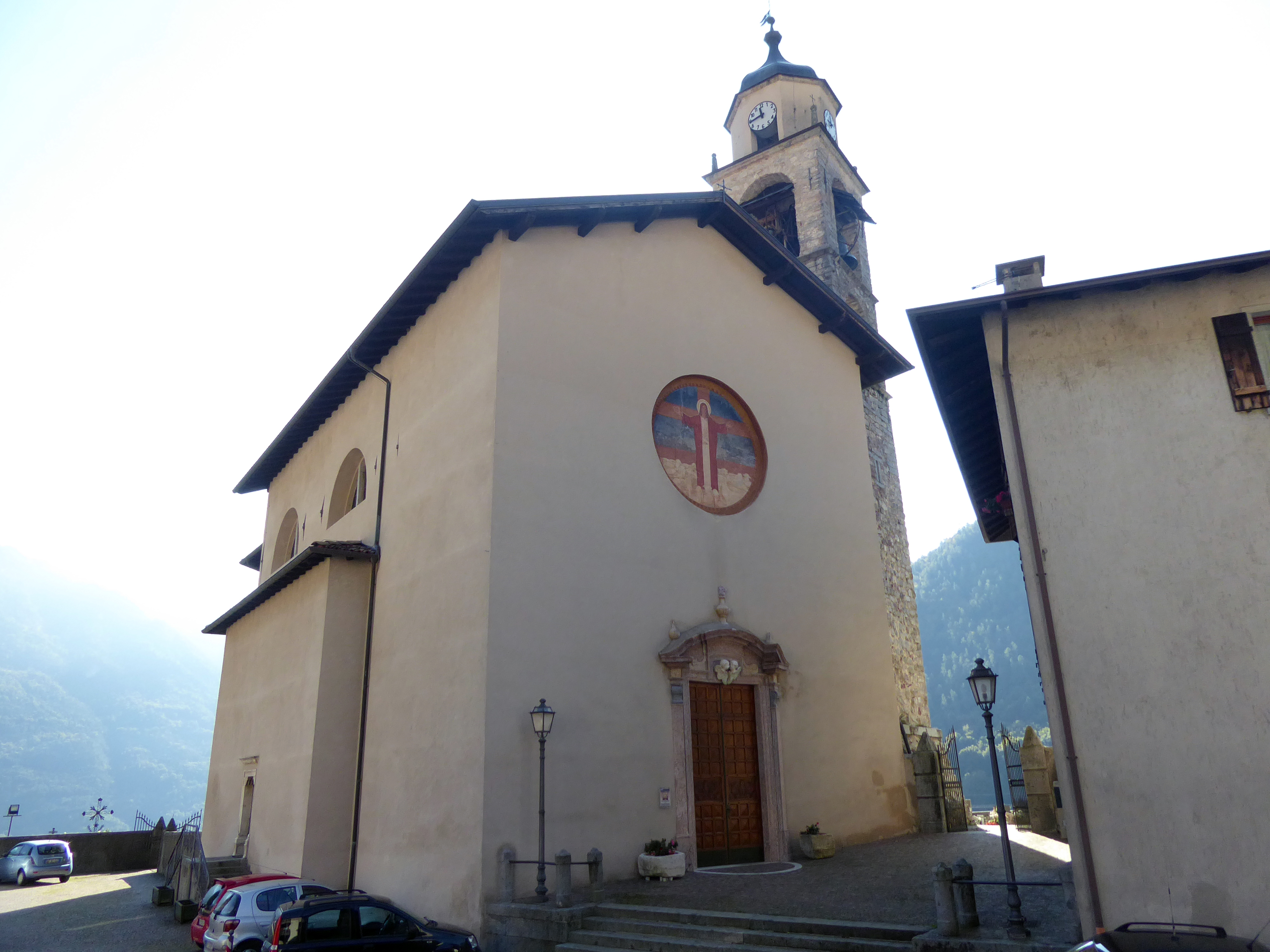
La chiesa di San Bartolomeo

- Chiesa di San Bartolomeo, edificata nella sua forma attuale nel 1601 in sostituzione di una piccola cappella di cui si ha menzione fin dal 1008. La chiesa rimase danneggiata durante la prima guerra mondiale, la riparazione dei danni avvenne tra 1919 e 1921. La chiesa fu eretta a parrocchia il 16 giugno 1938.[5]

## Società

### Evoluzione demografica
Abitanti censiti

## Amministrazione
L'ultimo sindaco di Daone fu Ugo Pellizzari della lista civica eletto il 8 maggio 2005 e rieletto il 17 maggio 2010.

### Gemellaggi
- Alviano, dal 2002